# Glen A. Larson
Glen Albert Larson, född 3 januari 1937 i Long Beach, Kalifornien, död 14 november 2014 i Santa Monica, Kalifornien, var en amerikansk manusförfattare och TV-producent. Några av hans TV-serier har nått kultstatus. 

## Biografi
Larsons första hit, när han precis hade börjat, kom med västern-serien Alias Smith & Jones. Redan där visade sig hans taktik att kopiera andra framgångsrika format (serien sägs bygga på Butch Cassidy and the Sundance Kid). Han var senare med och skapade The Six Million Dollar Man, och fick rekordbudgeten 1 miljon dollar per avsnitt för Stridsplanet Galactica (1978-1979) i samband med att Stjärnornas krig 1977 blivit en succé på biografdukarna. Trots många avsnitt och nya säsongsskådespelare lades serien ner på grund av återanvända effekter och att manusen ansågs för dåliga. Mest framgångsrika var de ursprungliga långfilmsvarianterna med efterföljande serier. 
Larson återanvände vissa av kulisserna, kostymerna och effekterna från Stridsplanet Galactica till serien Buck Rogers (1979). Typiskt för Larsons återanvändande kan även vara igenkännandet av vissa skådespelare genom serierna. Här förekommer upprepade gånger bland många andra Lance LeGault och Larry Manetti i Stridsplanet Galactica, Magnum och The A-Team". 
Han samarbetade senare med Donald Bellisario och skapade sin kanske största hit i TV-serien Magnum, med Tom Selleck.
Larson skapade senare flera hit-serier, bl.a. Stuntmannen och Knight Rider, alla med begränsade våldsinslag, ganska billiga effekter och återanvända filmsekvenser. Delvis därför avtog hans popularitet snart, men han har en stjärna på Hollywood Boulevard för sina insatser för TV-branschen.